# Winnetou - 3. Teil
Winnetou - 3. Teil (br: A Trilha dos Desalmados) é um filme germano-ítalo-iugoslavo de 1965, dos gêneros aventura e faroeste, dirigido por Harald Reinl, roteirizado por Harald G. Petersson e Joachim Bartsch, baseado nos livros de Karl May, música de Martin Böttcher.

## Sinopse
Winnetou e Old Shatterhand defendem um grupo de colonos contra renegados que desejam tomar posse de suas terras.

## Elenco
- Lex Barker ....... Old Shatterhand
- Pierre Brice ....... Winnetou
- Rik Battaglia ....... Rollins
- Ralf Wolter ....... Sam Hawkens
- Carl Lange ....... Governador
- Mihail Baloh ....... Gomez
- Aleksandar Gavrić ....... garoto
- Ilija Ivezić ....... Clark
- Veljko Maricić ....... Vermeulen
- Dušan Antonijević ....... Weißer Büffel
- Sophie Hardy ....... Ann
- Gojko Mitić ....... Jicarilla
- Slobodan Dimitrijević ....... Schneller Panther